# Epiblema grandiflorum
Epiblema grandiflorum – gatunek roślin z monotypowego rodzaju Epiblema z rodziny storczykowatych (Orchidaceae). Rośliny są endemitami występującymi w australijskim stanie Australia Zachodnia.

## Systematyka
Gatunek sklasyfikowany do podplemienia Thelymitrinae w plemieniu Diurideae, podrodzina storczykowe (Orchidoideae), rodzina storczykowate (Orchidaceae), rząd szparagowce (Asparagales) w obrębie roślin jednoliściennych.